# タイムライン (競走馬)
タイムライン (Time Line) とは、日本のアングロアラブ競走馬、種牡馬である。

## 戦績
馬齢は旧表記を用いる。
1971年6月に船橋競馬場でデビュー。3歳時は8戦6勝で、川崎競馬場で行われた全日本アラブ争覇を優勝した。
4歳に入り、トレードされ兵庫の柿木義也厩舎に入るが、姫路競馬場で2戦（2勝）したあとふたたびトレードされ、今度は川崎競馬場の鈴木春吉厩舎に入る。
川崎所属時代は千鳥賞とアラブダービーを連勝。ところがこの2つの競走を勝つとまたトレードされ、今度は兵庫の溝橋弘厩舎に入ることになった。
その後、園田競馬場で行われた摂津盃、六甲盃を勝つなどしたが、1972年年末に大井で開催される全日本アラブ大賞典まで、連勝複式馬券に絡まなかったのは同年2月のアラブジュニアー（大井競馬場）だけで、20戦14勝2着5回（うち5連勝2回）という成績を収めていた。

### 初代アラブ日本一
1972年に開催された全日本アラブ大賞典は、この年から地方競馬全国交流競走となった記念すべき一戦であった。タイムラインはこの競走に勝ち、以後1996年まで同競走は行われたが、実質的に初代アラブ日本一の馬となった。

### ライバルの出現
タイムラインはその後、引退するまで遠征することはなく、兵庫（園田・姫路）で出走し続けた。前年の六甲盃から破竹の7連勝を達成したほか、68kgという負担重量を背負わされた摂津盃でも勝ち、同競走の連覇を達成。当時「アラブのメッカ」と称され、絶大なる人気を誇っていた園田・姫路競馬の看板馬であった。
ところが、1歳年下のスマノダイドウが九州の佐賀競馬場からやってきて（一時的に大井に移籍し、アラブダービーを制覇）、1973年の秋には力をつけてきた。
当時、タイムラインは酷ともいうべき負担重量に泣かされ、取りこぼすケースが目立ってきたが、それでも兵庫では実力上位だった。そのタイムラインを脅かそうとしていたのがスマノダイドウであり、両馬は1974年1月30日に初対決を迎える。しかし、この対決が園田事件（後述）に繋がった。

### 園田事件
1974年1月30日の園田競馬場第8競走において、まず1〜4枠のゲートが開かずカンパイとなる。再スタートでは、なぜかタイムライン、スマノダイドウ両馬のゲートだけ開くのが遅れ、結局両馬はほかの馬たちの集団よりも5〜6馬身ほど遅れて追走することになった。
結局スマノダイドウ3着、タイムライン4着となったが、人気を背負った2頭がいずれも連対（2着以内）できなかったことから、この競走の連勝複式馬券は大穴になるはずだった。しかしゲート故障のためこの競走を不成立とするという主催者発表がなされ、この判定に怒った一部の観客が暴徒化し、園田事件を引き起こすこととなった。

### 引退まで
園田事件以後、両馬は2回対決したが（ともに1回ずつ先着）、いずれもスランプに陥っていく。スマノダイドウは7月29日の園田戦を最後に兵庫を離れ、タイムラインは園田事件があったレース以降7戦するも、スマノダイドウに1回先着して勝ったレースがあるのみで、ほかは2着にさえ入れなかった。
園田事件以後、タイムラインに対する評価は大きく変わってしまい、以後の成績の不振ぶりに不信感を抱くファンも存在するようになった。結局、同年11月に行われた園田金盃を最後に、タイムラインは現役を引退することになった。

## 種牡馬として活躍
現役時代の晩年は不遇であったタイムラインだが、種牡馬入りしてからは、ローゼンホーマ、コスモノーブルといった、自身が勝利した全日本アラブ大賞典を勝つ馬を輩出した。
コスモノーブルは全日本アラブ大賞典とサラブレッド相手の報知グランプリカップを連覇し、1991年と1992年の2年連続でNARグランプリアラブ年度代表馬に選出された。また、同馬はアングロアラブの競走馬として初めて獲得賞金が2億円に達した馬でもある。
なお、2010年代になっても曾祖母の父にタイムラインをもつサラ系のクーヨシンが福山の重賞を勝つなど、血は絶えていない。

## 血統表
| タイムラインの血統アラブ血量30.78% / ジョーアンドリュース系 | タイムラインの血統アラブ血量30.78% / ジョーアンドリュース系 | タイムラインの血統アラブ血量30.78% / ジョーアンドリュース系 | （血統表の出典）                   | （血統表の出典）       |
| 父 アア タガミホマレ 1962 栗毛                              | 父の父アア ミネフジ 1947 黒鹿毛                             | アア *バラツケー                                            | サラ Comtat                        | サラ Comtat            |
| 父 アア タガミホマレ 1962 栗毛                              | 父の父アア ミネフジ 1947 黒鹿毛                             | アア *バラツケー                                            | アア Titine                        |                        |
| 父 アア タガミホマレ 1962 栗毛                              | 父の父アア ミネフジ 1947 黒鹿毛                             | アア 梅橋                                                   | サラ *ウツリーブリツヂ             | サラ *ウツリーブリツヂ |
| 父 アア タガミホマレ 1962 栗毛                              | 父の父アア ミネフジ 1947 黒鹿毛                             | アア 梅橋                                                   | アア 梅和                          |                        |
| 父 アア タガミホマレ 1962 栗毛                              | 父の母アア バイオレツト 1953 鹿毛                           | サラ ミネオカ                                               | サラ *ダイオライト                 | サラ *ダイオライト     |
| 父 アア タガミホマレ 1962 栗毛                              | 父の母アア バイオレツト 1953 鹿毛                           | サラ ミネオカ                                               | サラ 月丘                          |                        |
| 父 アア タガミホマレ 1962 栗毛                              | 父の母アア バイオレツト 1953 鹿毛                           | アア 第三谷川                                               | アア 賢努                          | アア 賢努              |
| 父 アア タガミホマレ 1962 栗毛                              | 父の母アア バイオレツト 1953 鹿毛                           | アア 第三谷川                                               | アア 第一安栄                      |                        |
| 母 アア リユウエイ 1953 黒鹿毛                              | 母の父アア シユンエイ 1942 鹿毛                             | サラ *ライジングフレーム                                    | サラ The Phoenix                   | サラ The Phoenix       |
| 母 アア リユウエイ 1953 黒鹿毛                              | 母の父アア シユンエイ 1942 鹿毛                             | サラ *ライジングフレーム                                    | サラ Adomirable                    |                        |
| 母 アア リユウエイ 1953 黒鹿毛                              | 母の父アア シユンエイ 1942 鹿毛                             | アア 弟猛                                                   | サラ *レイモンド                   | サラ *レイモンド       |
| 母 アア リユウエイ 1953 黒鹿毛                              | 母の父アア シユンエイ 1942 鹿毛                             | アア 弟猛                                                   | アラ 弟詠                          |                        |
| 母 アア リユウエイ 1953 黒鹿毛                              | 母の母アア タツリユウ 1942 栗毛                             | アア 方景                                                   | サラ *アスフォード                 | サラ *アスフォード     |
| 母 アア リユウエイ 1953 黒鹿毛                              | 母の母アア タツリユウ 1942 栗毛                             | アア 方景                                                   | アア 影英                          |                        |
| 母 アア リユウエイ 1953 黒鹿毛                              | 母の母アア タツリユウ 1942 栗毛                             | アア 猛恩                                                   | サラ *ペリオン                     | サラ *ペリオン         |
| 母 アア リユウエイ 1953 黒鹿毛                              | 母の母アア タツリユウ 1942 栗毛                             | アア 猛恩                                                   | アア モイノー ギドラン四一ノ一六系 |                        |